# محسن معتمدالتجار
میرزا محسن معتمدالتجار (آبان ۱۲۵۵ تبریز - نامعلوم) با نام خانوادگی امین بازرگان مشروطه‌خواه و نماینده تبریز در دوره‌های  دوم و چهارم، مجلس شورای ملی بود.

## زندگی
محسن معتمد التجار در ١۵ آبانماه ۱۲۵۵ ه.خ در تبریز به دنیا آمد. پدرش حاج میرزا شفیع امین‌التجار اصفهانی از بازرگانان تراز اول ایرانی در استانبول بود. پس از مرگ پدرش میرزا محسن تجارت او را در استانبول ادامه داد. بازگشت او به تبریز در سال ۱۲۸۷ خورشیدی همزمان شد با به توپ بستن مجلس و حمله نیروهای دولتی به فرماندهی عین الدوله به تبریز که در این گیر و دار، خانه و دارایی اش در تبریز تاراج شد. دوران انقلاب مشروطه به تبریز بازگشت و در این جنبش فعال شد. در همین جریان خانه و دارایی اش در تبریز به تاراج رفت و به استانبول مراجعت کرد. با پایان استبداد صغیر و خلع محمدعلی شاه در سال ۱۲۸۸ خورشیدی به تبریز بازگشت و عضو انجمن ملی تبریز شد. سپس به عنوان نماینده تبریز به دومین دوره مجلس شورای ملی راه یافت. در تهران در انجمن معارف فعال بود که برای گشایش مدارس جدید برپا شده بود. پس از پایان دوره نمایندگی اش به تبریز بازگشت تا اینکه بار دیگر برای نمایندگی تبریز در مجلس چهارم در زمستان ۱۳۰۰ راهی تهران شد. به دلیل ناآرامی در تبریز و قیام شیخ محمد خیابانی، نمایندگان آذربایجان دیرتر از دیگر نمایندگان کار خود را در مجلس آغاز کردند. اعتبارنامه معتمدالتجار در نوزدهم دی ۱۳۰۰ به تصویب رسید.

### دفاع از شیخ محمد خیابانی
معتمد‌التجار در بیستم تیر ۱۳۰۱ نطقی در دفاع از قیام شیخ محمد خیابانی در مجلس کرد و گفت که شیخ محمد خیابانی و یارانش (موسوم به تجددیون) «خوب ملتفت بودند که در قفقاز چه زمزمه‌ها برپا شده و چه خیالات خشک بی‌معنی در کله بعضی جایگیر و می‌خواستند آذربایجان ایران را وجه المصالحه قرار داده و در تحت نفوذ خود بیاورند. این بود که حاضر به همه فداکاری و حتی به کشته شدن هم شدند که نگذارند اجنبی دخالت به امورات ایران کرده و آذربایجان ایران را تجزیه نماید. خیابانی و رفقایش بودند که به شعبه فرقه خود در بادکوبه دستور دادند که در مقابل آن نشریات عجیب و غریب و مضحک محمد امین رسول‌زاده و مساوات‌چیان جریده‌ای به اسم آذربایجان که در کلیشه لفظ آذربایجان با خط برجسته (جزء لاینفک ایران) نوشته شده بود نشر کرده و در آن تبلیغات و نشریات را نموده بفهمانند که آذربایجان جزء مهم ایران و اهالی‌اس از عنصر ایرانی است نه تورانی. … جریده تجدد که ارگان رسمی تجددیون تبریز بوده در نمرات متعدد خود با حروفات برجسته آذربایجان را جزء لاینفک ایران نوشته و اعلان کرد جای بسی تعجب است که متهمین و افترازنندگان تا این در چه از حقیقت اغماض می‌کنند که تاکنون هر قوه قاهری و هر اجنبی که می‌خواستند که ایران را صدمه برساند یا در فکر اشغال آذربایجان باشد در مقابل خود قوه که دیده‌است که پای متانت و ثبات و استقامت فشرده‌است و هر نوع مبارزه را حاضر است، تنها تجددیون را دیده‌است».

### واداشتن رضاخان به لغو حکومت نظامی
نطق مهم دیگر او در مجلس در دوازدهم مهر ۱۳۰۱ ایراد شد که علیه دخالت سردارسپه در امور کشور بود. معتمدالتجار بی آنکه نامی از رضاخان ببرد، گفت: 

«ایرانیان با غیرت که جمع شده، بیرق استبداد را سرنگون و به تحصیل مشروطیت نائل شدند، گمان نمی‌کنم دیگر زیر بار استبدادی بروند و قطعاً کار منجر به انقلاب و خونریزی خواهد شد. تا زود است باید مجلس چاره‌ای بکند و به انقلابات میدان ندهد. حکومت‌های نظامی باید از مرکز و سایر نقاط مرتفع شود». در پی او سید حسن مدرس سخنرانی کرد و بی پرده حمله تندی به رضا خان کرد: «ما که قدرت داریم سلطنت را تغییر بدهیم، قدرت داریم رئیس‌الوزراء را عزل کنیم. رضاخان را هم تغییر می‌دهیم. کاری ندارد. وقتی تصمیم بگیریم و بنا شود، همچو قطعه قطعه‌اش می‌کنیم که کانه از مادر متولد نشده باشد». 

این نطق باعث عقب نشینی سردارسپه شد. کمتر از دو هفته بعد او در ۲۵ مهر در مجلس حاضر شد و گفت حکومت نظامی را لغو و اداره مالیات غیرمستقیم و خالصه‌جات (املاک دولتی) را از زیر نظر وزارت جنگ خارج می کند.
با صدور شناسنامه در ایران، معتمدالتجار نام خانوادگی امین را برگزید. پسرش محمد شفیع امین در دوره‌های نوزدهم، بیست و یکم، بیست و دوم و بیست و سوم مجلس شورای ملی نماینده تبریز شد.